# Egika
Egika (610. – 702.) je bio vizigotski kralj u Hispaniji od 687. godine sve do svoje smrti.
Bio je u braku sa Siksilom, kćerkom svog prethodnika Erviga, koji je prije svoje smrti proglasio Egiku nasljednikom i poslao ga okruniti na dvor u Toledo. Nakon sklapanja braka Egike i Siksile, Ervig ga je prisilio dzakuniti sej da će štititi Ervigovu decu. Prije nego što je umro, Ervig je tražio od Egike polaganje još jednu zakletvu – da će uvijek biti pravedan prema svojim podanicima.
Ubrzo nakon krunidbe, Egika je sazvao XV. sabor u Toledu, 11. svibnja 688. godine, na kojemm je tvrdio da su dvije zakletve u suprotnosti jedna s drugom, jer da bi „bio pravedan prema ljudima“ morao je „nanijeti zlo Ervigovoj djeci“, pa je stoga zatražio od biskupa oslobađanje ili jedne ili druge zakletve, čemu se usprotivio Julijan Toledski. Kada je sabor dozvolio Egiki napuštanje svoje žene, oslobodio se zakletve da će štititi Ervigovu djecu, ali samo djelomično. Nakon smrti Julijana Toledskog (690.) Egika je sazvao drugi provincijski sabor u Taragoni, na kojem je Ervigova udovica, Leovigota, bila poslana u manastir.
Godine 691. Egika je počeo gradnju crkve Svetog Petra od Nave u Zamori.
Godine 693. Sisibert, metropolit Toleda je u ime Sunifreda poveo je ustanak protiv Egike. Pobunjenici su jedno vrijeme kontrolirali Toledo. Također su kovali novac s imenom uzurpatora. Plan ubojstva Egike, udovice Leovigote i još nekoliko drugih uglednih osoba je propao, a Sisebert je uhvaćen i ekskomuniciran. Njegovi su potomci također bili lišeni svake mogućnosti dobivanja bilo kakvog mjesto službenika, a svi pobunjenici ili potomci pobunjenika koji bi mogli se pobuniti protiv Egike bili su prodani u roblje, a njihova imovina konfiskicirana. Ovi postupci su legitimizirani na XVI. saboru u Toledu koji je Egika sazvao 693. godine.
Egika je također unio izmjene u Gotski zakonik. Godine 694. na XVII. saboru u Toledu, Egika je donio nove antižidovske zakone, kao što je bila zabrana bavljenja trgovinom ili povećanje poreza. Isto tako je donio zakon po kojem sve židovske obitelji moraju predati djecu u dobi od sedam godina na odgajanje u kršćanskim domovima. Međutim, postoje ozbiljne sumnje da su se ovi zakoni zaista i primjenjivali u praksi. Doneseno je i niz pooštrenja u zakonima o odbjeglim robovima.
Prije nego što je umro, proglasio je svojim nasljednikom svog sina, Viticu koji je u to doba bio maloljetan. Umro je 702. godine, prirodnom smrću.